# Valencia (autonome gemeenschap)
Valencia (officieel in het Valenciaans: Comunitat Valenciana; Spaans: Comunidad Valenciana), ook "País Valencià" ("Land van Valencia")” genaamd, is een van de zeventien autonome regio's van Spanje. Historisch was het het Valenciaanse Rijk, deel van de federatieve Corona de Aragón samen met Prinsdom Katalonie, Koninkrijk Aragón en Koninkrijk Majorca. De hoofdstad is het gelijknamige Valencia. In 2021 had de regio een inwonertal van 5.067.911
In het noordoosten grenst de regio aan Catalonië, in het noordwesten aan Aragón, in het westen aan Castilië-La Mancha en in het zuiden aan Murcia.
De regio heeft een lange kustlijn aan de Middellandse Zee. Door de invloed van de zee is het klimaat milder dan dat van regio's als Madrid die in het binnenland liggen. Dankzij de lange stranden en veel zon wordt de regio jaarlijks door veel toeristen bezocht.

## Bestuurlijke indeling
De regio Valencia is onderverdeeld in drie provincies:
| Provincie            | Inwoners 2021 | Hoofdstad            | Inwonertal |
| -------------------- | ------------- | -------------------- | ---------- |
| Alicante (Alacant)   | 1.887.036     | Alicante (Alacant)   | 319.380    |
| Castellón (Castelló) | 587.632       | Castelló de la Plana | 167.455    |
| Valencia (València)  | 2.593.243     | Valencia (València)  | 807.396    |
| Totaal               | 4.692.449     |                      |            |

## Demografische ontwikkeling
Bevolkingscijfers in duizendtallen
Bron: INE